# Invasione tedesca dei Paesi Bassi
L'invasione tedesca dei Paesi Bassi (in olandese Duitse aanval op Nederland) costituì una parte del piano tedesco Fall Gelb, il cosiddetto "caso giallo", ossia l'attacco ad occidente voluto da Adolf Hitler una volta conclusa vittoriosamente la campagna di Polonia, e che avrebbe portato la Wehrmacht alla conquista della Francia, attraverso la violazione della neutralità dei Paesi Bassi e del Belgio. La campagna, iniziata il 10 maggio 1940, venne condotta velocemente, secondo i dettami della guerra lampo, con un'azione combinata di truppe corazzate ed aviotrasportate, completando la conquista del paese in soli cinque giorni.

## La stasi sul fronte occidentale
Al termine della campagna di Polonia, Adolf Hitler lanciò messaggi di pace a Francia e Gran Bretagna, ma questi furono respinti dai rispettivi governi l'11 ed il 12 ottobre. Analoga sorte ebbe, il mese successivo, l'offerta di mediazione della Regina Guglielmina dei Paesi Bassi; il periodo che seguì vide da ambo le parti la preparazione in vista di un'offensiva terrestre tedesca sul fronte occidentale, periodo che fu tuttavia privo di operazioni significative lungo il confine franco-tedesco, tanto da essere passato alla storia come la "strana guerra".
Il Consiglio supremo Alleato decise di presidiare la linea Mosa-Anversa in caso di attacco tedesco attraverso il Belgio, mentre la Germania, con la direttiva n. 6 del 6 ottobre 1939, stabilì i piani di invasione della Francia, utilizzando la medesima strategia messa in atto durante la prima guerra mondiale, ossia la violazione della neutralità del Belgio per aggirare la linea di difesa francese sul confine franco-tedesco. I piani vennero però scoperti dalle autorità belghe il 10 gennaio 1940, a seguito di un incidente aereo che permise il recupero dei documenti segreti relativi al cosiddetto Fall Gelb. Anche a fronte di questo importante ritrovamento il Belgio non permise alle truppe britanniche e francesi l'attraversamento del confine, per non offrire un casus belli alla Germania.
Più intensa fu l'attività sui mari: i tedeschi condussero una massiccia operazione di posa di mine magnetiche sulle rotte che portavano agli approdi per le navi britanniche, la corazzata tascabile Admiral Graf Spee, dopo una serie di nove affondamenti di naviglio mercantile nell'oceano Atlantico, si autoaffondò nell'estuario del Río de la Plata, ritenendo impossibile uno scontro con forze navali Alleate erroneamente ritenute superiori, e, dopo l'impresa del tenente di vascello Günther Prien nella base britannica di Scapa Flow, sempre più intensa si propose l'attività degli U-Boot.

## Le operazioni della Wehrmacht ad occidente

### L'occupazione di Danimarca e Norvegia

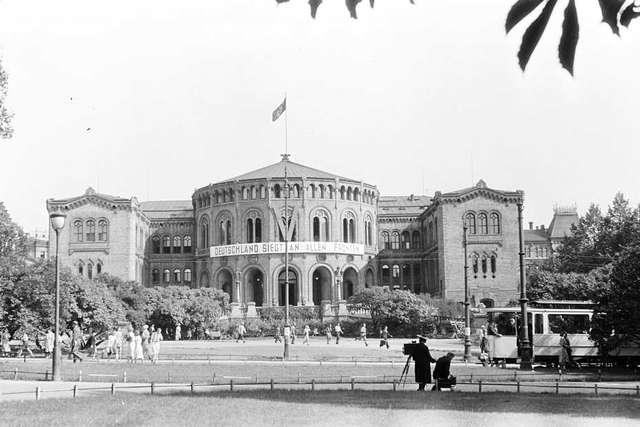
La bandiera tedesca sventola sul Parlamento norvegese al termine della campagna di Norvegia

Il Führer, all'inizio del 1940, decise di rimandare a primavera l'attacco alla Francia per poter concentrare la propria attenzione sulla penisola scandinava, come stavano facendo gli Alleati. Il casus belli che gli permise di giustificare agli occhi del mondo l'attacco alla Danimarca ed alla Norvegia (operazione Weserübung) fu trovato il 16 febbraio con l'incidente dell'Altmark, nave tedesca che venne abbordata nello Jøssingfjord, in acque territoriali norvegesi, dal cacciatorpediniere inglese HMS Cossack. Circa 300 prigionieri inglesi che si trovavano a bordo furono liberati e ciò offrì ad Hitler il pretesto per accusare la Norvegia di connivenza con gli Alleati e di iniziare i preparativi per l'attacco.
Le truppe tedesche iniziarono l'invasione dei due paesi alle 5.20 del 9 aprile; il generale Nikolaus von Falkenhorst comandava il corpo di spedizione destinato all'invasione della Norvegia, comprendente 5 divisioni di fanteria, 2 divisioni di montagna, un corpo d'armata aereo, più un grande dispiegamento navale. Due divisioni di fanteria, comandate dal generale Leonhard Kaupisch, furono invece utilizzate per l'occupazione della Danimarca. Re Cristiano X di Danimarca, ritenendo inutile la resistenza in un paese quasi totalmente privo di forze armate, firmò la capitolazione di fronte al generale Kurt Himer alle ore 14.00 dello stesso giorno, mentre la Norvegia, nonostante l'aiuto portato da Francia e Gran Bretagna, resistette fino al 10 giugno quando, a seguito della resa, venne instaurato un governo fantoccio guidato dal collaborazionista Vidkun Quisling.

### Il piano d'attacco ad ovest

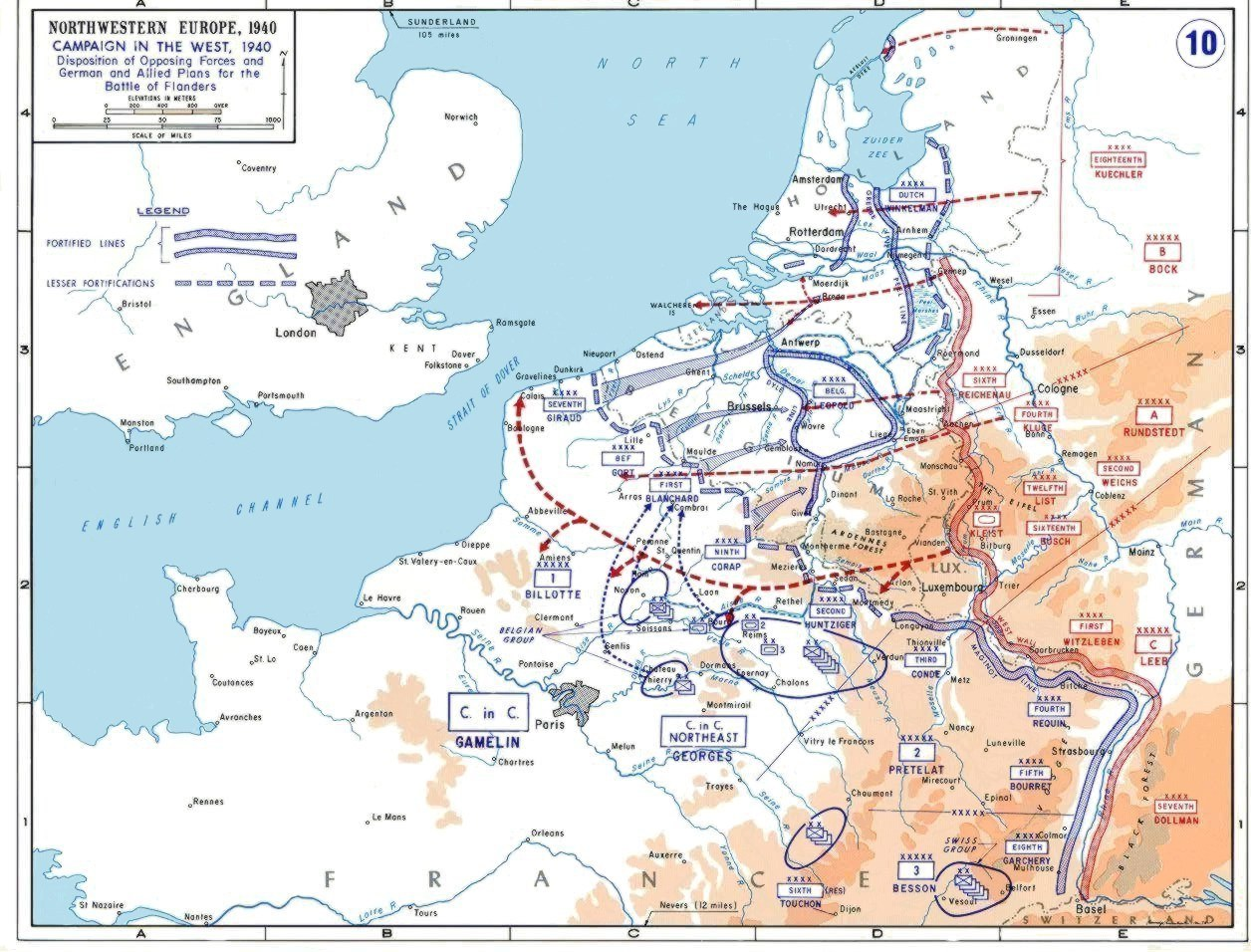
Le direttrici d'attacco del piano Fall Gelb, l'attacco tedesco ad occidente attraverso i Paesi Bassi

L'attacco tedesco ad occidente, era stato inizialmente preteso da Hitler immediatamente dopo la sconfitta della Polonia, ed avrebbe dovuto prendere il via il 12 novembre 1939 ma, stanti le difficoltà di riorganizzazione delle divisioni corazzate, dello spostamento delle truppe ad ovest e soprattutto dell'approssimarsi dell'inverno, unite all'oggettivo confronto delle forze disponibili che vedeva i tedeschi decisamente svantaggiati rispetto agli Alleati, l'Oberkommando des Heeres (il comando supremo dell'esercito) al cui vertice si trovava il feldmaresciallo Walther von Brauchitsch, riteneva la data troppo in anticipo rispetto alle possibilità delle forze armate tedesche, ed anche la stesura originale del piano presentava delle problematiche ancora irrisolte.

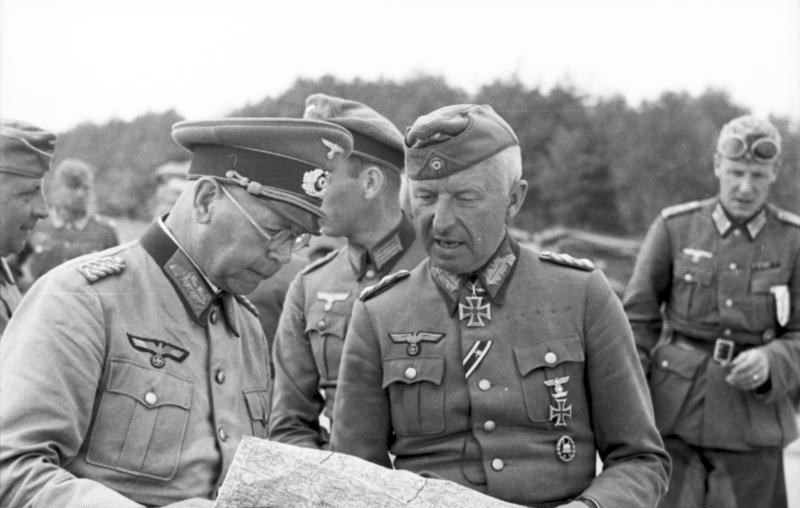
Il generale Erich von Manstein (al centro, durante l'operazione Barbarossa), ideatore del cosiddetto Sichelschnitt, il colpo di falce, per l'esecuzione del piano Fall Gelb

Esso prevedeva, in modo molto simile al piano Schlieffen (l'attacco tedesco avvenuto durante la prima guerra mondiale) il dispiegamento di tre gruppi di armate: l'Heeresgruppe C, comandato dal generale Wilhelm Ritter von Leeb, che sarebbe stato posizionato a ridosso del confine francese, di fronte alla linea Maginot, allo scopo di simulare un attacco frontale e di conseguenza impedire lo spostamento a nord delle truppe francesi, mentre l'Heeresgruppe A, comandato dal generale Gerd von Rundstedt, avrebbe attaccato attraverso le Ardenne, occupando il Lussemburgo ed il sud del Belgio, e l'Heeresgruppe B, comandato dal generale Fedor von Bock, avrebbe invaso i Paesi Bassi ed il nord del Belgio, dirigendosi verso il canale della Manica.
La scoperta del piano d'attacco da parte degli Alleati a seguito dell'incidente aereo indusse il Führer ad annullarlo ed a richiederne uno sostitutivo, basato sulla velocità e sulla sorpresa; il generale Erich von Manstein rielaborò il piano modificando l'incarico dell'Heeresgruppe A, il quale, dopo avere attraversato la foresta delle Ardenne, superato il fiume Mosa e sfondato il fronte Alleato nel settore di Sedan, avrebbe deviato verso nord, allo scopo di chiudere in una sacca le truppe Alleate, nel frattempo attirate verso il Belgio ed i Paesi Bassi dall'attacco dell'Heeresgruppe B, realizzando il cosiddetto Sichelschnitt, il "colpo di falce". Hitler, appresi i dettagli del piano, lo approvò ed ordinò a von Brauchitsch ed al generale Franz Halder, suo capo di stato maggiore, di renderlo operativo, fissando la data di attacco per il 24 febbraio 1940; le condizioni atmosferiche e la riorganizzazione delle divisioni portarono a diversi rinvii e la data di inizio delle operazioni fu disposta definitivamente per il 10 maggio.

## Gli eventi precedenti l'attacco

### Le notizie provenienti da Berlino e la decisione di Hitler

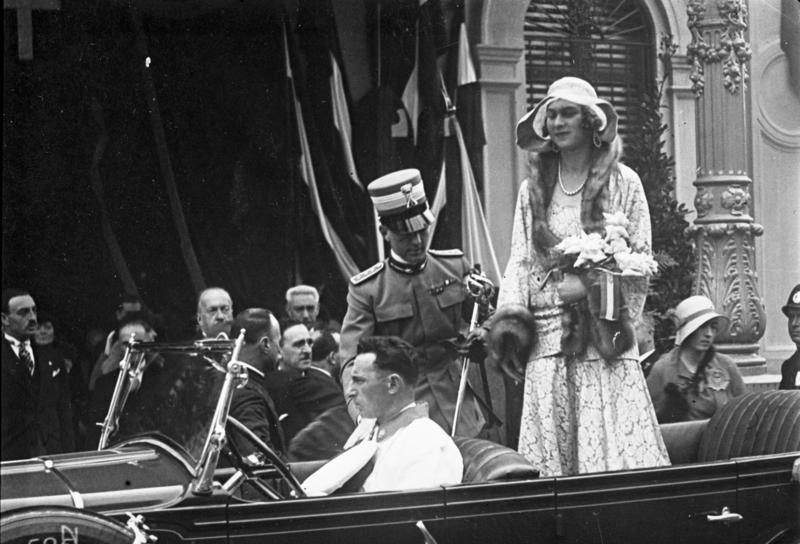
La principessa Maria José, che informò il fratello Re Leopoldo del Belgio dell'imminenza dell'attacco tedesco

Nei giorni precedenti l'inizio delle ostilità, le autorità di Francia, Belgio e Paesi Bassi ricevettero un grande numero di comunicati e di rapporti che indicavano la data ed il luogo dell'attacco tedesco: il 3 maggio il colonnello Hans Oster, membro dell'Abwehr, il servizio segreto militare tedesco, ed allo stesso tempo della resistenza, aveva informato Bert Sas, addetto militare presso l'ambasciata olandese a Berlino, dell'imminente offensiva ed identica informazione fornì, il giorno dopo, il nunzio apostolico a Bruxelles al Re del Belgio, notizia che venne ulteriormente confermata il 6 maggio da Papa Pio XII, il quale informò la principessa Maria José, che il giorno stesso la riferì al fratello Leopoldo.
Il giorno 8 maggio giunsero a Bruxelles due messaggi cifrati, provenienti dall'ambasciatore belga a Berlino Jacques Davignon, in cui si riferiva la preparazione di un ultimatum al Belgio e che Hitler aveva confermato l'ordine di attacco. Questi messaggi, oltre a non essere inizialmente presi in considerazione, in quanto ritenuti uno stratagemma della propaganda di Joseph Goebbels, vennero decrittati in ritardo e, le autorità belghe proclamarono lo stato d'allarme quando ormai i primi reparti aviotrasportati tedeschi avevano iniziato a scendere sul Belgio e sui Paesi Bassi.
Alle ore 12.00 del 9 maggio il Führer fissò nelle 05.45 dell'indomani l'ora dell'attacco; la sera stessa, alle ore 21.00, a tutti i comandi del fronte occidentale pervenne la parola in codice Danzica, che indicava l'inizio delle ostilità.

### Le forze in campo e le strategie

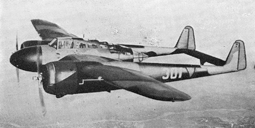
Lo zerstörer olandese Fokker G.I, inferiore per armamento e prestazioni rispetto agli aerei della Luftwaffe

L'esercito olandese (Koninklijke Landmacht), comandato dal generale Henri Winkelman, era quasi totalmente privo di aviazione; essa infatti, oltre a non essere una forza armata autonoma ma integrata nell'esercito col nome di Luchtvaartafdeling, disponeva di appena 155 aerei obsoleti, di cui solo 125 operativi al momento dell'attacco tedesco. Solo due tipi di velivolo erano relativamente moderni: il caccia pesante Fokker G.I, consegnato in soli 36 esemplari, ed il caccia Fokker D.XXI, progettato per impieghi coloniali e disponibile in 28 esemplari a cui, durante la campagna, se ne aggiunsero altri 8. Durante gli scontri del 10 maggio vennero abbattuti 37 aerei tedeschi, la maggioranza dei quali Junkers Ju 52 da trasporto. L'esercito, inoltre, era completamente privo di carri armati e di mezzi corazzati, e poteva schierare solo 10 divisioni, dotate di 676 pezzi d'artiglieria, per un totale di circa 280 000 effettivi.
I Paesi Bassi, al contrario di Belgio e Francia, non aveva fortificato la frontiera con la Germania, confidando che la sua neutralità sarebbe stata rispettata come nella prima guerra mondiale, e la sua strategia difensiva si basava solo sull'allagamento di parti del proprio territorio e sulla distruzione dei ponti, con lo scopo di rallentare l'avanzata tedesca e di ripiegare verso l'interno delle zone allagate che avrebbero circondato Amsterdam e Rotterdam.

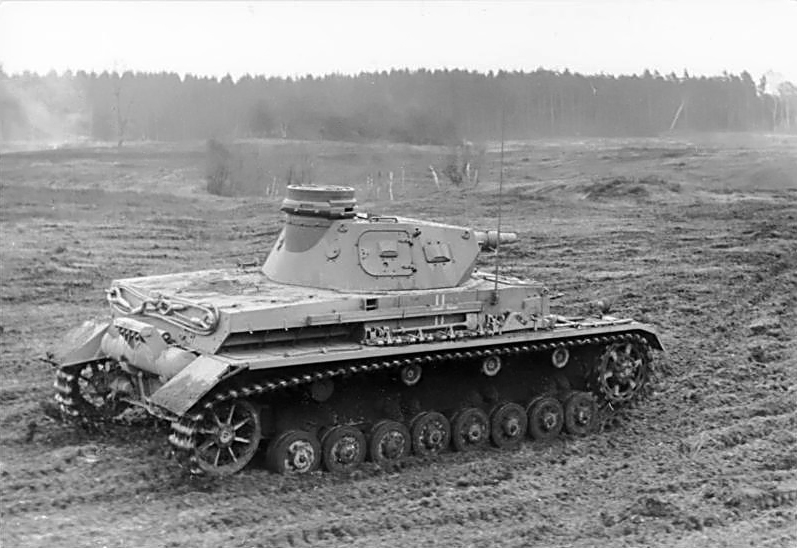
Panzer IV D tedesco; le forze corazzate e motorizzate tedesche, unite all'azione dall'aria, consentirono una rapida avanzata in territorio olandese

L'Oberkommando der Wehrmacht, posto al comando supremo di Hitler, aveva a capo il feldmaresciallo Wilhelm Keitel; come comandante in capo delle forze di terra era stato destinato il feldmaresciallo Walther von Brauchitsch, mentre il Großadmiral Erich Raeder ed il feldmaresciallo Hermann Göring erano posti a capo rispettivamente della Kriegsmarine e della Luftwaffe. La Wehrmacht, di fronte al confine tedesco olandese, aveva schierato il Gruppo d'armate B, forte complessivamente di 28 divisioni, 759 carri armati, 1 150 aerei e 1 378 cannoni, per un totale di 750 000 uomini.
Il Gruppo d'Armate B era costituito dalla la 18ª, comandata dal generale Georg von Küchler, e dalla 6ª Armata, comandata dal generale Walter von Reichenau.
La 18ª Armata era composta da 9 divisioni: 6 di fanteria, 1 di cavalleria, 1 corazzata e la divisione SS Leibstandarte Adolf Hitler, comandata dal brigadeführer Josef Dietrich; tali forze erano integrate dalla 22ª divisione, comandata dal generale Hans von Sponeck ma posta sotto la responsabilità del generale Kurt Student, la quale, forte di 4 000 paracadutisti e 12 000 fanti, avrebbe avuto l'incarico di condurre le operazioni aviotrasportate, e dalla 2ª divisione SS Das Reich, comandata dall'Oberstgruppenführer Paul Hausser. La 18ª Armata aveva il compito di avanzare velocemente nel settore nord con la sua avanguardia corazzata, rappresentata dalla 9ª divisione corazzata del generale Alfred von Hubicki, puntando verso Rotterdam e la capitale Amsterdam, mentre la 6ª Armata, composta da 18 divisioni di cui 2 corazzate ed 1 motorizzata, avrebbe attraversato il confine nel settore di Maastricht, con il duplice compito di puntare verso Bruxelles e di proteggere il fianco sinistro della 18ª Armata, bloccando un eventuale contrattacco Alleato attraverso il Belgio.

## L'invasione dei Paesi Bassi

### Il 10 maggio 1940

#### Le operazioni aviotrasportate

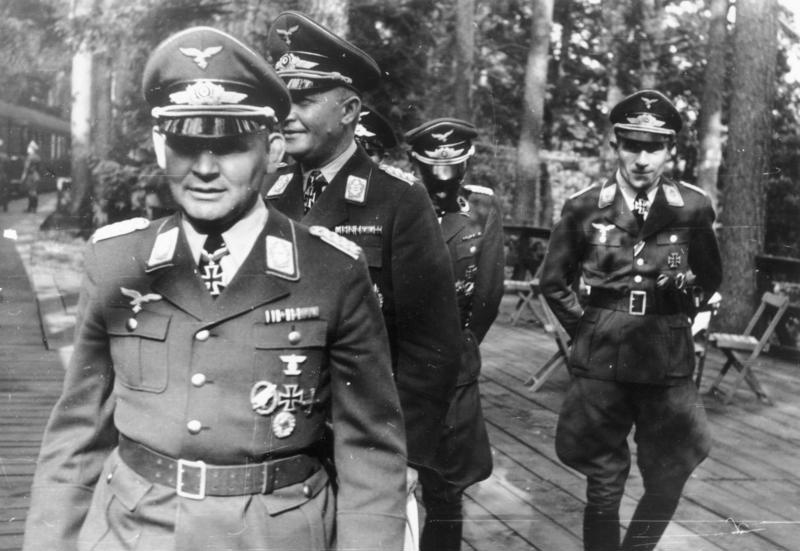
Il generale Kurt Student, a cui fu affidato l'incarico della pianificazione e dell'esecuzione delle operazioni aviotrasportate da parte della 22ª divisione tedesca

L'invasione tedesca dei Paesi Bassi prese il via durante la notte con un intenso bombardamento aereo sugli aeroporti: metà dei velivoli della già debole aviazione olandese fu distrutta al suolo. Nonostante alle ore 03.00 reparti del genio olandese avessero fatto saltare alcuni ponti sul confine con la Germania, alle ore 04.30 alcuni reparti aviotrasportati, secondo il piano prestabilito dal generale Student, presero terra presso L'Aia e Leida allo scopo di conquistare le principali vie di comunicazione, mentre altri furono lanciati presso Rotterdam, Dordrecht e Moerdijk allo scopo di occupare e mantenere intatti i ponti, essenziali per il successivo passaggio delle truppe di terra; alle ore 05.35, in ossequio a quanto disposto da Hitler, l'Heeresgruppe B si mosse attraverso il confine tra Germania e Paesi Bassi provocando la reazione degli Alleati, che inviarono subito alcuni reparti verso nord allo scopo di fronteggiare l'avanzata tedesca.
La velocità nella conquista degli aeroporti era essenziale per la riuscita delle operazioni, poiché, se gli Alleati avessero avuto il tempo di installare proprie basi aeree sul territorio olandese, avrebbero presumibilmente tolto la supremazia aerea ai tedeschi, condizione fondamentale per occupare gli obiettivi principali e per avviare la manovra di isolamento delle truppe Alleate, secondo le direttive del piano Fall Gelb; in questo contesto è spiegabile il notevole dispiegamento di truppe aviotrasportate alle spalle della prima linea di difesa olandese. Allo scopo di evitare il lento arretramento dell'esercito olandese verso la fortezza Olanda, ossia le maggiori città site sul mare a circa 160 chilometri dal confine tedesco, che potevano essere difese con l'aiuto delle vaste zone allagate poste di fronte a loro, la 22ª divisione venne lanciata con un duplice incarico: quello di impossessarsi degli aeroporti e dei ponti che conducevano a Rotterdam, principale nodo di comunicazione del paese, e di tenerli in attesa dell'arrivo della 9ª divisione corazzata, e quello di occupare L'Aia, dove risiedeva il governo, con l'obiettivo di catturarne i capi politici e militari facendo in questo modo saltare l'intero apparato amministrativo, politico e militare del paese.

Mappa delle operazioni aviotrasportate tedesche il 10 maggio 1940 nella zona di Rotterdam e dell'aeroporto di Waalhaven

I paracadutisti vennero lanciati a bassa quota, circa 130 metri, nelle zone previste dal piano di Student: nella zona di Moerdijk furono conquistati un ponte stradale ed uno ferroviario siti sul canale navigabile Hollandsch Diep, che univa i fiumi Waal e Mosa, i quali costituivano la principale via di accesso alla fortezza Olanda ed a Rotterdam, distante solo 20 chilometri; a Dordrecht, distante circa 7 chilometri a nord di Moerdijk, furono lanciate altre unità e la città fu occupata rapidamente. La principale zona di lancio nell'area di Rotterdam era costituita dall'aeroporto di Waalhaven, sito nella zona sud della città, e in ossequio a quello che Student aveva definito il "metodo breve", un battaglione di paracadutisti si lanciò direttamente sulla pista di atterraggio allo scopo di occuparla e di consentire nel modo più rapido possibile l'azione della fanteria della 22ª divisione, che sarebbe sopraggiunta in caso di successo; i primi reparti che presero terra attaccarono immediatamente il presidio olandese mentre gli altri aerei si avvicinavano, disturbati dall'azione della contraerea; a mezzogiorno erano atterrati circa 100 aerei con a bordo tre battaglioni, per un totale di circa 1 200 soldati di fanteria. Uno dei battaglioni puntò direttamente verso il centro di Rotterdam, con l'incarico di portare rinforzi ad un reparto di circa 120 soldati, composto da fanti ed elementi del genio, che stava tenendo il ponte Willems: tale reparto era giunto alle ore 07.00 a bordo di idrovolanti che si erano posati sul fiume, consentendo ai soldati di giungere sulla riva a bordo di battelli di gomma e di occupare le due parti del ponte, per poi subire poco dopo un contrattacco olandese.

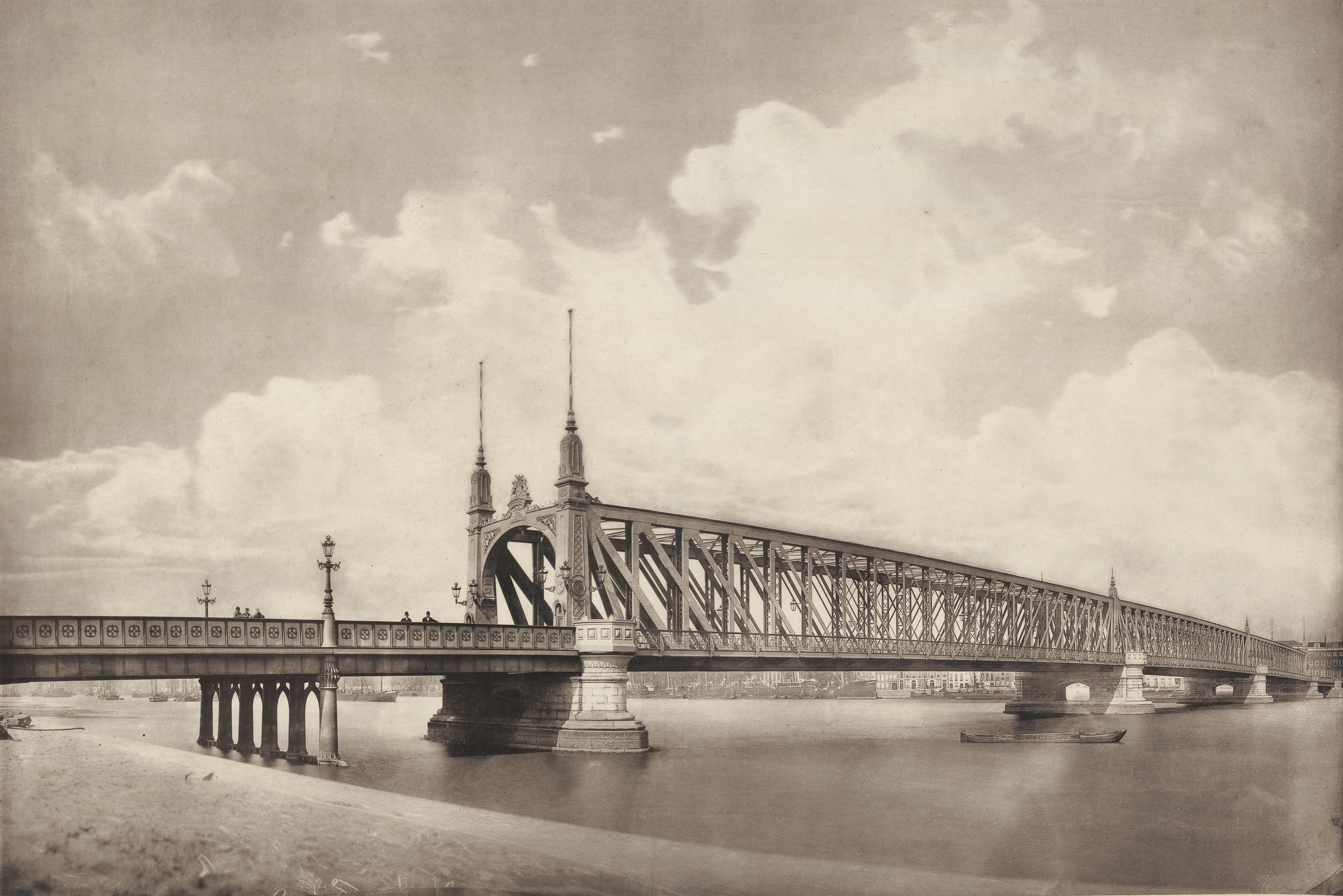
Il ponte Willems, sito sulla Mosa al centro di Rotterdam

Per tentare di liberare il ponte la marina olandese inviò una motovedetta ed una motosilurante con l'incarico di cannoneggiare le due teste di ponte tedesche e di distruggere gli idrovolanti. L'azione fu appoggiata da un cacciatorpediniere e da una cannoniera, salpati dal porto di Hoek van Holland, con l'ulteriore compito di aprire il fuoco sulla zona dell'aeroporto di Waalhaven, dove nel frattempo i tedeschi continuavano a fare affluire uomini e mezzi, compresi diversi pezzi di artiglieria; l'arrivo degli Stuka fece però allontanare le navi. Meno fortuna ebbe l'altra unità aviotrasportata scesa nella zona de L'Aia, a circa 24 chilometri a nord-ovest di Rotterdam: tale unità aveva il compito di occupare l'aeroporto allo scopo di consentire l'atterraggio di due reggimenti di fanteria, composti da circa 10 000 uomini, i quali si sarebbero dovuti dirigere verso la città e catturare la regina Guglielmina; dopo la conquista dell'aeroporto di Valkenburg da parte dei paracadutisti, tuttavia, i primi aerei atterrati si impantanarono nel fango, non riuscendo più a decollare ed impedendo l'atterraggio di quelli che seguivano. Problemi ancora più gravi si ebbero nella zona degli aeroporti di Ypenburg e di Ockenburg: i lanci furono effettuati a circa tre chilometri di distanza dalle piste di atterraggio e gli aerei con a bordo i reparti di fanteria iniziarono a scendere mentre i paracadutisti stavano ancora combattendo per occuparle; gli aerei dovettero atterrare nelle campagne e sulle strade alla periferia della città, mentre la resistenza olandese iniziava ad intensificarsi, tanto che a metà pomeriggio venne ordinato a von Sponeck di interrompere l'attacco verso L'Aia.

#### L'attacco di terra

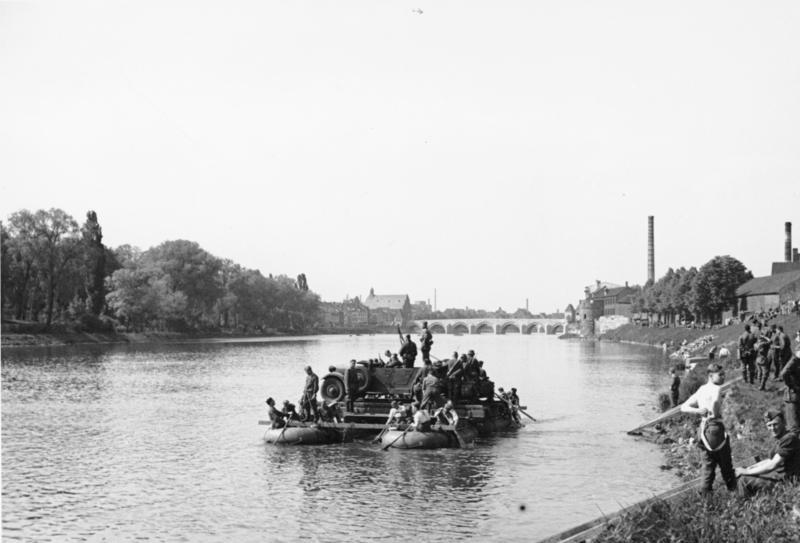
Unità tedesche della 6ª armata durante l'attraversamento della Mosa presso Maastricht

Mentre le operazioni aviotrasportate erano già in corso prese il via l'offensiva di terra: a nord la 18ª armata aveva il compito di avanzare rapidamente in territorio olandese, sfondando e superando sia la prima linea di difesa naturale, rappresentata dai fiumi IJssel e Mosa, che la seconda, predisposta dall'esercito olandese, ossia la linea Grebbe a nord e la linea Peel a sud, che si estendeva dallo Zuiderzee fino a Maastricht, giungendo alla terza linea, la fortezza Olanda, prima che venissero aperte le dighe e sventando il pericolo che l'inondazione di acqua di mare impedisse il passaggio delle truppe tedesche; il primo obiettivo fu quello di catturare intatto il ponte sul fiume Waal a Nimega e quelli siti sul canale della Mosa ad Neerbosch, Hatert, Malden e Heumen ma questi furono fatti prontamente saltare dagli olandesi e solo quelli ad Heumen ed Hatert poterono essere utilizzati.
Sul lato sud dello schieramento tedesco la 6ª armata avanzò in direzione di Maastricht lungo la frontiera belga, proteggendo il fianco sinistro della 18ª armata, minacciato dal possibile attacco della 7ª armata francese, comandata dal generale Henri Giraud, che stava muovendo in direzione nord, seppure rallentata dall'azione della Luftwaffe; la 3ª divisione corazzata, comandata dal generale Horst Stumpff, e la 4ª divisione corazzata, comandata dal generale Johann Joachim Stever, inquadrate nel XVI Panzerkorps, comandato dal generale Erich Hoepner, iniziarono l'aggiramento da destra del canale Alberto, coperte sul loro fianco sinistro dall'assalto dei paracadutisti sul forte Eben-Emael, mentre l'unica unità corazzata della 18ª armata, la 9ª divisione corazzata, stava iniziando la stessa manovra sul lato sinistro.

### L'avanzata della 9ª divisione corazzata tedesca
Il generale von Sponeck, dopo che l'attacco verso L'Aia era stato interrotto, ricevette l'ordine di dirigersi verso Rotterdam, per riunirsi con i reparti di Student che in quel momento stavano combattendo all'interno della città, allo scopo di costituirne un rinforzo in attesa dell'arrivo della 9ª divisione corazzata; le forze a sua disposizione in quel momento assommavano a circa un migliaio di soldati e la marcia verso la città, oltre ad essere rallentata dai frequenti scontri con le unità olandesi poste a presidio di Rotterdam, poté essere effettuata solo con rifornimenti paracadutati.

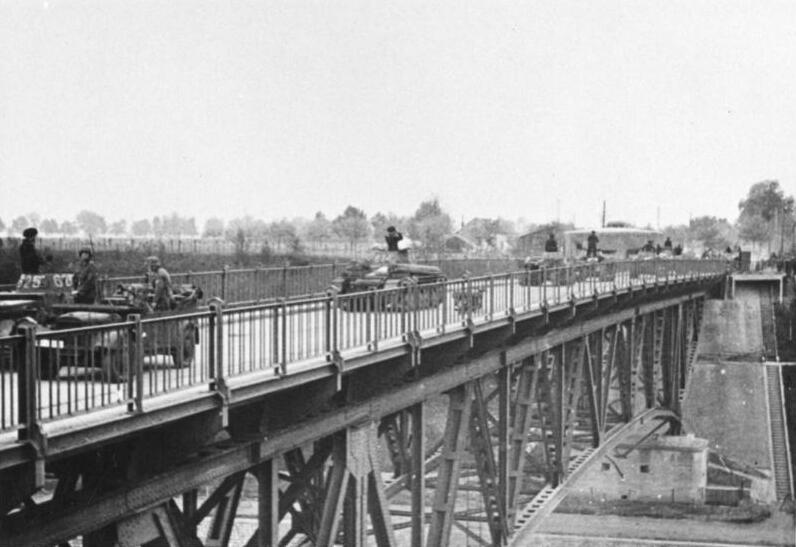
Colonna della 4ª divisione corazzata tedesca durante l'attraversamento del canale Alberto

Mentre l'esiguo reparto della 22ª divisione tedesca proseguiva in direzione della città le punte avanzate della 9ª divisione corazzata, che aveva precedentemente sfondato le difese olandesi ad est, si diressero velocemente verso la zona di Rotterdam per riunirsi alle truppe paracadutate, ma contemporaneamente anche le avanguardie della 7ª armata francese stavano convergendo verso lo stesso punto, allo scopo di portare aiuto all'esercito olandese; le truppe francesi tuttavia furono fermate nella zona di Breda, a circa trenta chilometri a sud di Moerdijk, dall'azione combinata dei panzer della 9ª divisione corazzata e dall'attacco dal cielo degli Stuka, e furono costrette dapprima ad arrestare la marcia e successivamente a ripiegare in direzione di Anversa.
La ritirata dell'unità francese lasciò aperto il varco attraverso Moerdijk, consentendo la rapida avanzata della 9ª divisione corazzata, la quale raggiunse la città il 12 maggio riunendosi con le forze paracadutate della 22ª divisione che da due giorni stavano tenendo il ponte, e proseguendo la sua marcia verso nord in direzione di Dordrecht da dove raggiunse lo stesso giorno la periferia di Rotterdam; nel frattempo anche il reparto di von Sponeck, dopo una marcia durata due giorni, era riuscito nonostante numerose perdite a raggiungere il sobborgo di Overschie, ma era stato costretto a fermarsi non essendo in grado di attaccare da solo la città.
Raggiunta la periferia della città, e riunite le forze in quel momento disponibili, la 9ª divisione corazzata si apprestò a preparare l'attacco verso Rotterdam, le cui forze a presidio stavano continuando a resistere. La rapida avanzata dell'unica unità corazzata a disposizione della 18ª armata venne favorita dall'altrettanto veloce azione in Belgio della 6ª armata, le cui unità corazzate, costituite dalla 3ª e dalla 4ª divisione, riuscirono ad attraversare i ponti sul canale Alberto prima che i genieri belgi riuscissero a farli saltare, e dall'attacco aviotrasportato che il 10 maggio aveva consentito ad un reparto di soli 78 uomini, al comando del tenente Rudolf Witzig, di catturare il forte Eben-Emael, ritenuto fino a quel momento inespugnabile.

### La conquista di Rotterdam e la resa dei Paesi Bassi

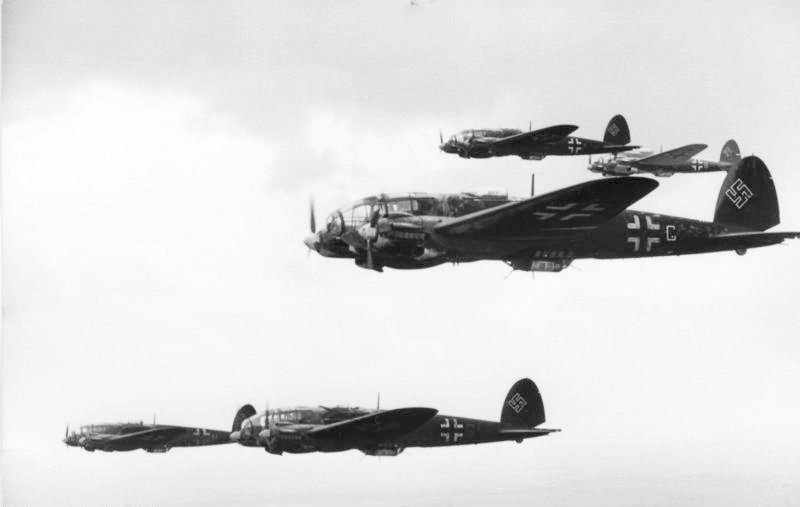
Squadriglia di bombardieri tedeschi Heinkel He 111, utilizzati per il bombardamento di Rotterdam

Lo sfondamento operato dalla 9ª divisione corazzata tedesca neutralizzò la possibilità di un intervento Alleato nei Paesi Bassi e portò rapidamente al collasso l'esercito olandese, le cui linee di difesa rappresentate dai fiumi erano state velocemente oltrepassate; il 13 maggio la regina Guglielmina, insieme ai membri del suo governo, abbandonò il paese e riparò a Londra a bordo di due cacciatorpediniere britannici, ma il comandante in capo dell'esercito, il generale Henri Winkelman, si rifiutò di arrendersi e radunò le ultime forze disponibili all'interno della fortezza Olanda, ripiegando nel territorio compreso tra Amsterdam, Rotterdam ed Utrecht allo scopo di tentare un'ultima difesa. Lo stesso giorno Hitler ordinò l'attacco verso Rotterdam, dove la difesa era ancora intensa ed il passaggio sul ponte Willems ancora bloccato dalla resistenza dei reparti olandesi, disponendo che l'avanzata dei carri armati avrebbe dovuto essere preceduta da intenso bombardamento aereo da effettuarsi alle ore 03.00 del 14 maggio.

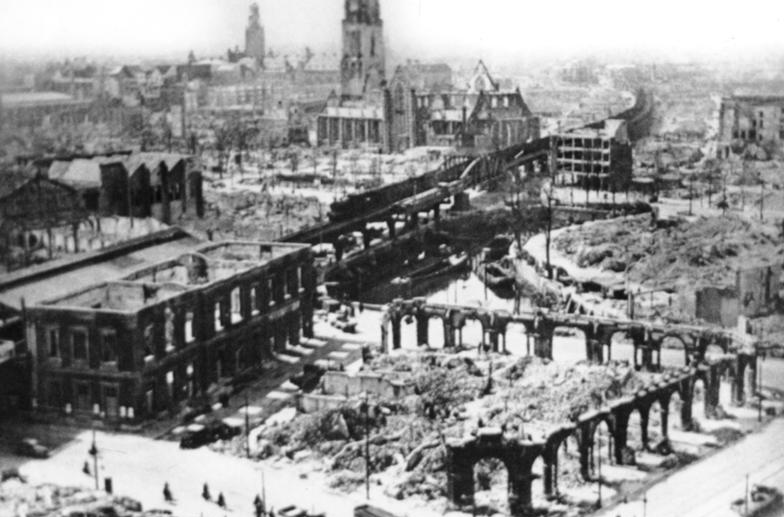
La stazione ferroviaria di Rotterdam dopo il bombardamento della Luftwaffe del 14 maggio 1940

L'attacco verso Rotterdam fu ritardato in quanto, durante il mattino, erano state avviate dai militari trattative sia per la resa della piazzaforte che dell'esercito olandese: il comandante della difesa di Rotterdam, colonnello Pieter Scharroo, venne informato della possibilità che un'ulteriore resistenza avrebbe potuto provocare la distruzione della città ma egli, deciso a resistere, rigettò l'offerta tedesca di resa sostenendo che questa era priva di nome, data e firma. Tuttavia immediatamente dopo accettò di riprendere le trattative, ed a mezzogiorno del 14 maggio inviò un ufficiale, il capitano Bakker, presso il comando del generale Rudolf Schmidt; Baker ripartì circa un'ora dopo per fare ritorno a Rotterdam con le condizioni dettate dai tedeschi.

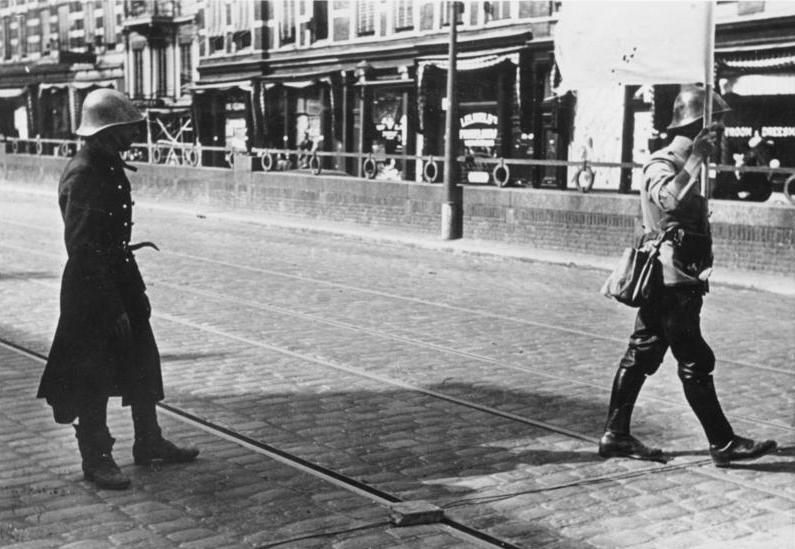
Due soldati olandesi si avviano, con una bandiera bianca, a negoziare con i tedeschi la resa di Rotterdam

L'attesa della risposta olandese indusse il generale Schmidt a richiedere il rinvio dell'attacco aereo, ma il suo ordine giunse quando la squadriglia di bombardieri Heinkel He 111, appartenente alla Luftflotte 2 del generale Albert Kesselring, si trovava già in volo; le truppe tedesche, avvisate sia delle trattative in corso che dell'imminenza del bombardamento, lanciarono i razzi rossi che costituivano il segnale di annullamento dell'attacco aereo, ma questi non furono immediatamente avvistati ed alle ore 14.00, per i successivi otto minuti, vennero lanciate 97 tonnellate di bombe che causarono la morte di circa 900 persone e provocarono 80 000 senza tetto; solo dopo quei pochi minuti il tenente colonnello Otto Höhne, comandante del secondo stormo, avvistò i razzi di segnalazione ed ordinò ai bombardieri di rientrare alla base.
Dopo il bombardamento i primi reparti della 9ª divisione corazzata fecero il loro ingresso a Rotterdam, riunendosi con i reparti dei paracadutisti che da quattro giorni resistevano nella città impegnando le forze olandesi; nel primo pomeriggio venne dichiarata dal generale Henri Winkelman la resa delle forze armate olandesi, mentre la definitiva capitolazione del paese venne ufficializzata il giorno successivo.

### I combattimenti in Zelanda
La resa delle forze di Winkelman il 14 maggio non pose fine ai combattimenti in territorio olandese: nella regione meridionale della Zelanda erano infatti presenti ancora forti contingenti della 7ª armata francese, appoggiati da un certo numero di truppe olandesi, e da diverse unità della Koninklijke Marine, comandate dal contrammiraglio Hendrik Jan van der Stad. La Zelanda ricopriva una notevole importanza strategica, in quanto controllava la via d'accesso al porto di Anversa, ed inoltre l'estuario della Schelda ospitava i principali cantieri navali della nazione; a difesa della regione erano schierate due divisioni francesi, la 60ª, un'unità di riservisti, e la 68ª, appena creata con unità di diversa provenienza, mentre gli olandesi disponevano di due reggimenti di fanteria ed un miscuglio di unità di guardie di frontiera, di contraerea, di artiglieria costiera e di fanteria di marina.
Il generale francese Pierre-Servais Durand assunse il comando delle forze Alleate, ma non riuscì a realizzare un coordinamento tra le truppe francesi ed olandesi, e questo compromise la possibilità di creare una difesa coesa; van der Stad aveva fatto disporre le sue forze a difesa dell'isola di Walcheren e della penisola di Zuid-Beveland, dietro due linee fortificate già predisposte: la Bathline alla base della penisola e la Zanddijkline 15 km più ad ovest, ma Durand preferì concentrare il grosso delle truppe francesi nella Zeeuws-Vlaanderen, la parte delle Fiandre appartenente ai Paesi Bassi a sud dell'estuario della Schelda, inviando solo due reggimenti in appoggio agli olandesi.
La Zelanda fu coinvolta solo marginalmente nei combattimenti dei primi giorni della campagna: la Luftwaffe attaccò più volte i campi d'aviazione e la base navale di Flessinga, venendo contrastata dai pochi velivoli olandesi disponibili e da alcuni Hawker Hurricane della Royal Air Force britannica. Dopo aver completato l'occupazione del Brabante Settentrionale, il 14 maggio la 18ª armata tedesca inviò contro le posizioni Alleate in Zelanda una formazione, comandata del colonnello Felix Steiner, composta dal reggimento SS Deutschland, distaccato dalla 2ª divisione SS Das Reich, rinforzato con unità addizionali di artiglieria e genieri, le quali, lo stesso giorno, occuparono Bergen op Zoom, iniziando ad approcciare le linee avanzate olandesi. Demoralizzati dalla notizia della resa di Winkelman e sotto il fuoco dell'artiglieria nemica, i difensori olandesi abbandonarono ampi tratti della Bathline ripiegando sulla Zanddijkline. La mattina del 15 maggio i tedeschi attaccarono la seconda linea difensiva, venendone respinti, ma, grazie all'appoggio degli Stukas, indussero le truppe Alleate ad abbandonare la linea intorno alle 14:00, le quali ripiegarono verso ovest; il giorno seguente i tedeschi rinnovarono i loro attacchi lungo la Zuid-Beveland, e nel pomeriggio spezzarono l'ultima linea difensiva Alleata sul canale che attraversava la penisola e, lo stesso giorno, occuparono quasi senza combattere l'isola di Tholen, a nord della penisola, seguita il giorno dopo dalla vicina Schouwen-Duiveland.
La mattina del 17 maggio i tedeschi sottoposero le restanti truppe Alleate dislocate su Walcheren e sulla punta occidentale di Zuid-Beveland a pesanti bombardamenti aerei e terrestri, provocando gravi danni alle città di Flessinga, Arnemuiden e Middelburg; quello stesso pomeriggio le truppe olandesi cessarono ogni resistenza, mentre i superstiti della forza francese si imbarcavano alla volta della riva meridionale della Schelda. Sotto controllo Alleato rimase solo la striscia della Zeeuws-Vlaanderen, dove le truppe evacuate dalla Zelanda erano ora strette tra le SS posizionate sulla Zuid-Beveland e le avanguardie della 6ª armata tedesca che avanzavano attraverso il Belgio; il grosso delle superstiti forze olandesi fu evacuato via mare tra il 18 ed il 19 maggio, seguite il 22 maggio dalle due divisioni francesi, che ripiegarono in direzione di Dunkerque. La regione fu poi completamente occupata dai tedeschi tra il 24 ed il 29 maggio, segnando la fine dei combattimenti in terra olandese.

### Le attività della Koninklijke Marine

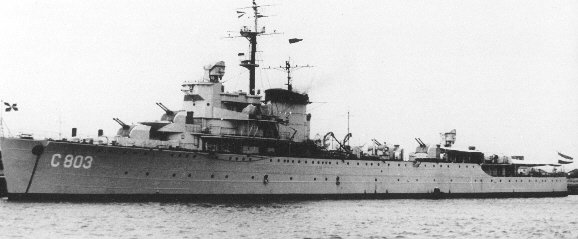
L'incrociatore olandese HNLMS Jacob van Heemskerck

Le navi operative della marina reale olandese che si trovavano in patria nel momento dell'invasione tedesca parteciparono alla difesa contraerea di Rotterdam, ed alcune unità furono inviate a tentare la difesa del ponte Willems. Un cacciatorpediniere, lo Hr. Ms. Van Galen, venne inviato ad effettuare un bombardamento contro i tedeschi che cercavano di occupare l'aeroporto di Waalhaven ma venne attaccato da aerei della Luftwaffe e, dopo essere stato gravemente danneggiato, riuscì a raggiungere il porto di Merwedehaven dove affondò.
Nell'imminenza dell'armistizio tutte le navi in grado di tenere il mare fecero rotta verso la Gran Bretagna e tra queste diversi cacciatorpediniere, che vennero in seguito assegnati a flottiglie della Royal Navy, e l'incrociatore Hr. Ms. Tromp. La nave gemella del Tromp, lo Hr. Ms. Jacob van Heemskerck, ancora in stato di approntamento ma con la propulsione funzionante, riuscì a raggiungere l'Inghilterra dove venne completato: vista l'impossibilità di installare il sistema di controllo del tiro per i cannoni da 150mm originariamente previsti, rimasto nei cantieri olandesi, venne riallestito come incrociatore antiaereo con cannoni da 102 mm e partecipò alle successive operazioni Alleate.
Dei quattro caccia della classe Gerard Callenburgh in allestimento, due vennero affondati ma recuperati dai tedeschi, un terzo, constatata l'impossibilità del varo, venne fatto esplodere sullo scalo, e l'ultimo, l'Isaac Sweers, venne trainato in Gran Bretagna e completato con un diverso progetto.

## L'occupazione tedesca dei Paesi Bassi

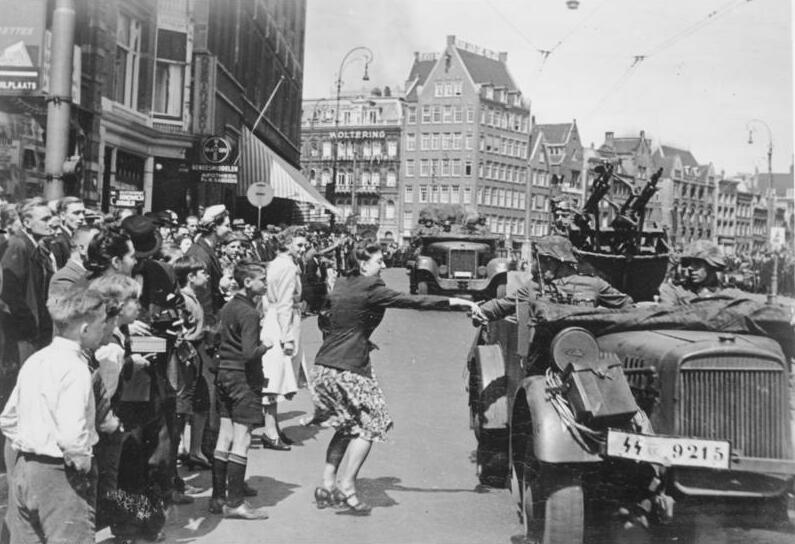
Truppe tedesche entrano ad Amsterdam

La resa dei Paesi Bassi dette inizio ad un rigido regime di occupazione da parte della Germania, sotto il Reichskommissar  Arthur Seyß-Inquart, che avrebbe avuto termine solo con la liberazione del paese, avvenuta nel maggio del 1945: concluse le operazioni militari furono imposte dagli occupanti le prime regole amministrative, quali l'introduzione della carta d'identità, fino a quel momento mai utilizzata nei Paesi Bassi, e l'obbligo per i funzionari statali della dichiarazione di arianismo.
Nei piani di Hitler i Paesi Bassi avrebbero dovuto ricevere un trattamento di favore, in quanto i suoi abitanti appartenevano alla cosiddetta Heimat, ossia la stirpe che raggruppava tutti i popoli di etnia tedesca; tuttavia la realtà delle persecuzioni contro gli ebrei, con la limitazione dei loro diritti e la creazione degli Joodsche Raad, i "consigli ebraici", sul modello degli Judenräte realizzati in Polonia nel Governatorato Generale, perpetrate dalle SS e dalle weer-afdeling, le formazioni paramalitari del Nationaal-Socialistische Beweging (NSB), il Movimento Nazional Socialista dei Paesi Bassi guidato da Anton Mussert, fecero mutare l'atteggiamento della popolazione, il quale divenne progressivamente sempre più ostile e che rischiò di sfociare in aperta rivolta dopo la chiusura del quartiere ebreo di Amsterdam e la cattura di oltre 400 persone, avvenuta il 22 febbraio 1941.
L'attività del NSB non si limitò al controllo ed alla repressione dei fenomeni di ribellione ma, sfruttando l'avversione della maggioranza della popolazione per il comunismo, condusse anche una intensa campagna di reclutamento tanto che nel giugno del 1941, nei giorni che predettero l'inizio dell'operazione Barbarossa, circa 30 000 giovani si presentarono per arruolarsi nelle Waffen-SS e circa 17 000 furono accettati, mentre i rimanenti entrarono a fare parte delle organizzazioni militari ausiliarie quali il Landstorm ed il Nederlandse Landwacht. Dal gennaio del 1942 venne sancito l'obbligo per gli ebrei disoccupati di trasferirsi nella provincia di Drenthe e successivamente intere famiglie vennero trasportate nel campo di concentramento di Westerbork, da dove sarebbero partiti i treni diretti ai "campi di lavoro" in Germania; quando non venne raggiunto il numero stabilito, essi iniziarono ad essere arrestati nelle loro case e migliaia di loro decisero di nascondersi: tra questi la famiglia di Anna Frank, la cui epopea fu narrata nel celebre diario.

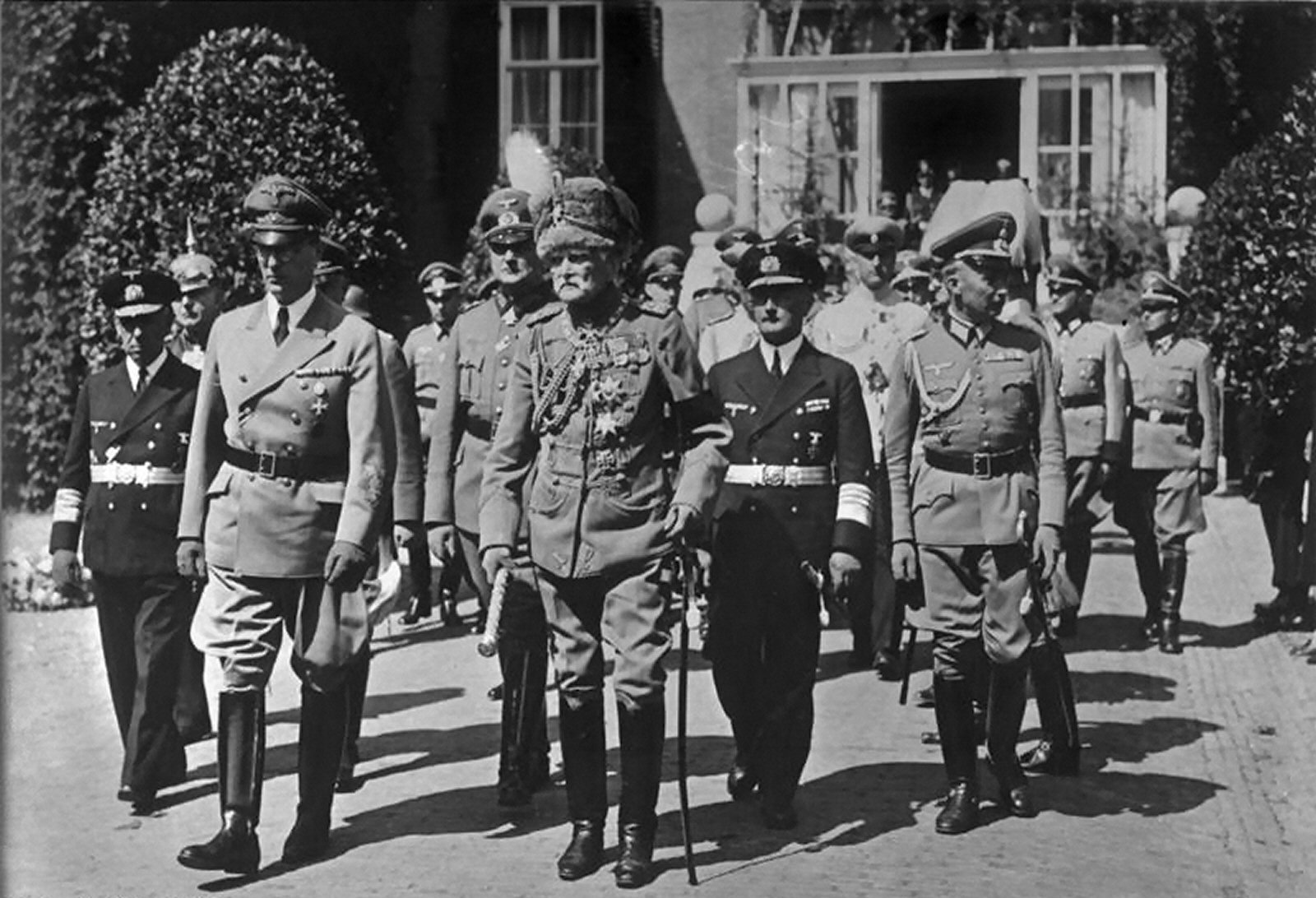
Arthur Seyß-Inquart (secondo da sinistra), Reichskommissar dei Paesi Bassi durante l'occupazione

I primi gruppi appartenenti alla resistenza olandese iniziarono ad organizzarsi pochi mesi dopo l'invasione tedesca: tra le prime formazioni vi furono l'Orde Dienst, l'"Ordine di Servizio" o OD, composto da ex ufficiali dell'esercito e legato al governo in esilio, ed il Raad van Verzet, "Consiglio della Resistenza", formato da membri del Partito Comunista dei Paesi Bassi; i rapporti tra le due organizzazioni tuttavia rimasero tesi, analogamente a quelli tra la sezione olandese dello Special Operations Executive britannico ed i servizi segreti del governo in esilio il Bureau Bijzondere Opdrachten, contrasti che minarono il coordinamento della rete di resistenza olandese. Nel novembre del 1941 l'intelligence tedesca dell'Abwehr riuscì ad avere accesso ai collegamenti radio tra l'OD ed il SOE di Londra, mettendo in atto una vasta operazione di controspionaggio, l'operazione Nordpol, meglio nota come Englandspiel o "gioco inglese", che inflisse gravissimi danni alla Resistenza, di fatto privandola di gran parte delle sue capacità militari. Molto più efficace si dimostrò la resistenza civile, in particolare nell'aiuto fornito agli onderduikers (letteralmente "i sommersi", ovvero le persone costrette a nascondersi dai tedeschi): diverse erano le organizzazioni impegnate in questo scopo, tra cui la più importante fu la Landelijke Knonploegen.
Nel settembre del 1944, su esortazione del governo in esilio dei Paesi Bassi, durante gli eventi del martedì folle (Dolle Dinsdag) uno sciopero paralizzò le ferrovie del paese ma i tedeschi reagirono impedendo che il cibo, il carbone e gli altri combustibili fossero trasportati nelle città, causando nel periodo immediatamente successivo la morte per stenti di circa 20 000 persone; furono inoltre confiscati i macchinari industriali ed i mezzi di trasporto, e solo nell'aprile del 1945, poche settimane prima della liberazione del paese, agli Alleati fu consentito di lanciare sui Paesi Bassi rifornimenti di cibo. Al termine delle ostilità risultò che oltre 100 000 ebrei, circa il 75% dell'intera popolazione ebraica del paese, erano stati uccisi e solo 4 700, tra coloro che furono deportati, fecero ritorno in patria dai campi di concentramento.

## Nella cultura di massa

### Cinema
- Il diario di Anna Frank (The Diary of Anne Frank), regia di George Stevens (1959)
- Amsterdam, operazione diamanti (Operation Amsterdam), regia di Michael McCarthy (1959)
- Soldato d'Orange (Soldaat van Oranje), regia di Paul Verhoeven (1977)
- Black Book (Zwartboek), regia di Paul Verhoeven (2006)

### Televisione
- Il diario di Anna Frank, regia di Jon Jones (2008)